# Ninguno Granja, Querétaro Arteaga
Ninguno Granja är en ort i Mexiko.   Den ligger i kommunen San Juan del Río och delstaten Querétaro Arteaga, i den centrala delen av landet, 150 km nordväst om huvudstaden Mexico City. Ninguno Granja ligger 1 915 meter över havet och antalet invånare är 283.
Terrängen runt Ninguno Granja är platt åt nordost, men åt sydväst är den kuperad. Runt Ninguno Granja är det ganska tätbefolkat, med 230 invånare per kvadratkilometer. Närmaste större samhälle är San Juan del Río, 8,0 km sydost om Ninguno Granja. Omgivningarna runt Ninguno Granja är en mosaik av jordbruksmark och naturlig växtlighet.